# Kabinetsformatie Nederland 1907-'08
Een kabinetsformatie vond in Nederland plaats na een kabinetscrisis op 24 december 1907. De formatie resulteerde op 12 februari 1908 in het kabinet-Heemskerk. Het was het derde coalitiekabinet, omdat het bestaande uit Katholieken en de Anti-Revolutionaire Partij (ARP). Het werd verder gesteund door de Christelijk-Historische Unie (CHU).

## Achtergrond
Het kabinet-De Meester was een liberaal minderheidskabinet aangetreden in 1905. Begin 1907 ontstond er een kabinetscrisis over de oorlogsbegroting, nadat de begroting van minister van Oorlog Henri Staal werd verworpen. Met name de confessionele oppositie was tegen de voorgestelde bezuinigingen. Het kabinet bood ontslag aan, maar trok dit na de kabinetsformatie begin dat jaar weer in. Staal werd als minister vervangen door Willem Frederik van Rappard.
Van Rappard maakte snel na zijn aantreden een aantal blunders en zette de bezuinigingen voort. Bij de begrotingsbehandeling was daarom veel kritiek. De oppositie werd geleid door de antirevolutionaire fractieleider Theo Heemskerk en kon op steun rekenen van een aantal liberalen. De sociaaldemocraten en vrijzinnige liberalen waren echter teleurgesteld in het uitblijven van bezuinigingen. Het leidde tot een weifelende Van Rappard en een inadequate verdediging van de begroting. Op 21 december 1907 werd de begroting verworpen door een meerderheid van 41 confessionelen, zeven sociaaldemocraten en vijf liberalen. Drie dagen later bood het kabinet collectief ontslag aan en ging demissionair verder.

## Consultaties

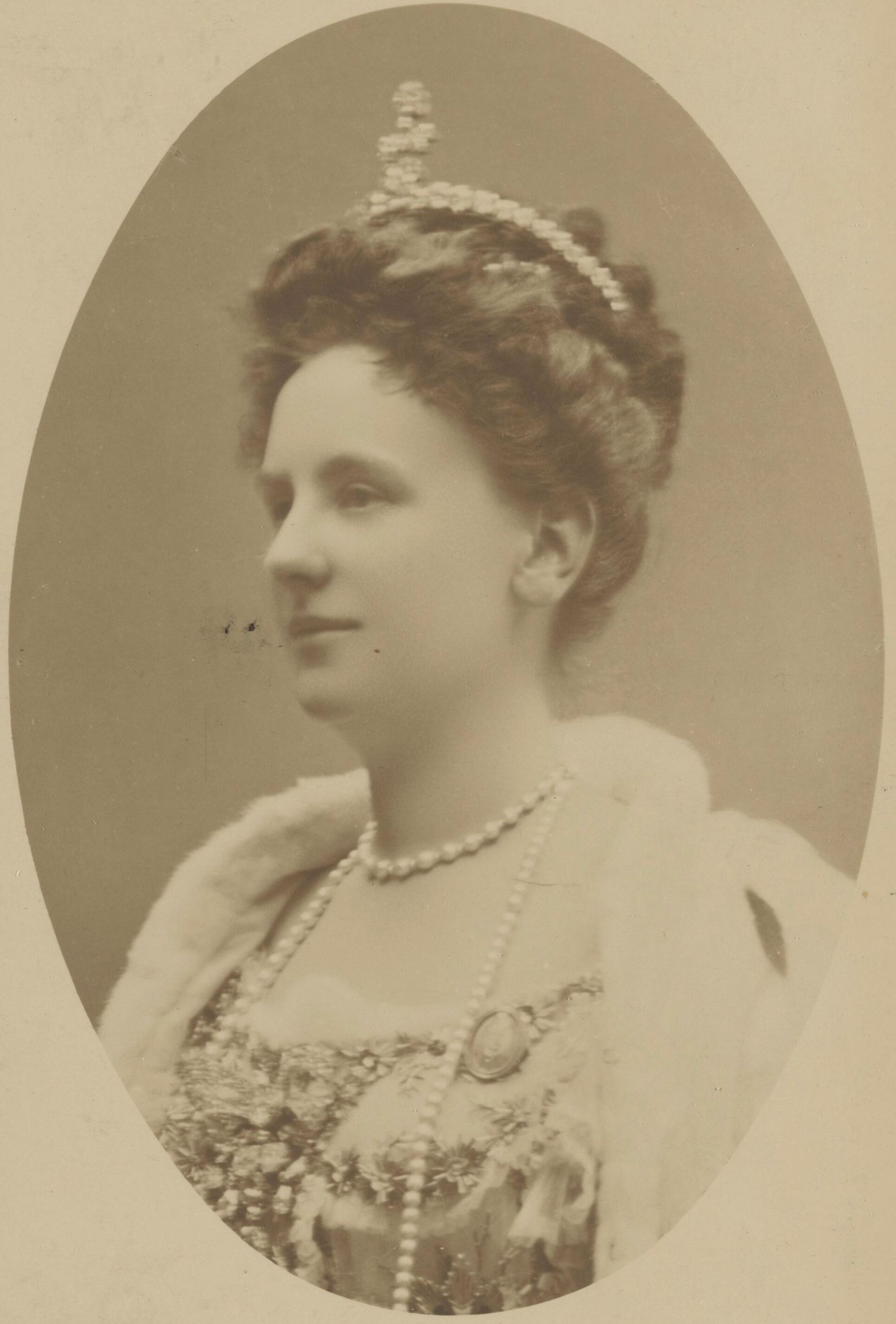
Portret van Wilhelmina in 1908.

Na het ontslag van het kabinet was koningin Wilhelmina aan zet. Zij had een slechte verhouding met het kabinet-De Meester, en had zowel tijdens de kabinetsformatie van 1905 als van 1907 geprobeerd een gemengd kabinet te formeren. Ze was in het bijzonder tegen de militaire bezuinigingen. Haar inzet bij deze formatie was daarom een confessioneel kabinet.
Al op 23 december had Wilhelmina de CHU-fractieleider Alexander de Savornin Lohman ontvangen voor advies. Op 27 december volgden haar officiële adviseurs; de liberale Tweede Kamervoorzitter Joan Röell en de christelijk-historische Eerste Kamervoorzitter Jan Elias Nicolaas Schimmelpenninck van der Oye en vice-president van de Raad van State Petrus Johannes van Swinderen. Alle vier zagen het kabinet-De Meester als uitgeregeerd. Lohman, Schimmelpenninck en Röell bevolen een confessioneel kabinet aan en Heemskerk als formateur. Van Swinderen gaf de voorkeur aan een zakenkabinet tot aan de periodieke Tweede Kamerverkiezingen van 1909. Mocht dat niet lukken, moest iemand van confessionele zijde formateur worden.
Een belangrijke vraag was hoe om te gaan met Abraham Kuyper, partijleider van de ARP en voormalig minister-president in het vorige coalitiekabinet, kabinet-Kuyper. Wilhelmina vond hem niet sympathiek en was tegen zijn polariserende antithese. Kuyper zelf wilde graag terugkeren als minister-president. Daarvoor leek het Kuyper het beste als het kabinet-De Meester gelijmd werd, waarna hij na de verkiezingen van 1909 weer een kabinet zou kunnen vormen. Lohman gaf tegenover Wilhelmina aan dat Kuyper weerstand zou opwekken en de verdeelde linkse partijen weer zou verenigen in oppositie tegen een kabinet onder zijn leiding. Kuyper was geen Kamerlid meer, dus hoefde volgens Lohman niet geraadpleegd te worden.
Op 30 december ontving Wilhelmina Heemskerk aan wie zij het formateurschap aanbood. Heemskerk was daardoor overvallen vroeg daarvoor ongespecificeerde tijd voor beraad met andere politici. Wilhelmina sprak met Heemskerk nog elf punten door waarmee de formateur rekening moest houden. Het ging hierbij vooral om militaire zaken, maar ook om voortzetting van de Atjeh-politiek van generaal Jo van Heutsz en het verzoek een diplomaat aan te wijzen op het ministerie van Buitenlandse Zaken. Het kabinet moest verder verzoenend zijn, waarvoor 'politiek van uitersten' vermeden moest worden, verwijzend naar Kuyper.

### Overhalen van Kuyper
Direct na het bezoek aan Wilhelmina bezocht Heemskerk Kuyper, wiens medewerking als partijleider vereist was. De verhouding tussen de twee was niet hartelijk sinds Heemskerk tijdens de formatie van 1901 geweigerd had toe te treden tot Kuypers kabinet. Het gesprek verliep moeizaam. Kuyper zag zijn politieke carrière door het voorstel van Wilhelmina afgebroken en dreigde ontslag te nemen als partijvoorzitter.
Heemskerk bracht de confessionele fracties op de hoogte van het gesprek met Wilhelmina. Hij vormde met zijn fractiesecretaris Syb Talma, vicevoorzitter Jan Hendrik de Waal Malefijt en met de katholieke fractieleider Maximilien Joseph Caspar Marie Kolkman en de katholiek oud-minister Jan Loeff een 'coalitieberaad'. Heemskerk had tevens direct contact met Lohman namens de christelijk-historische fractie, die positief stond tegenover een opdracht voor Heemskerk.

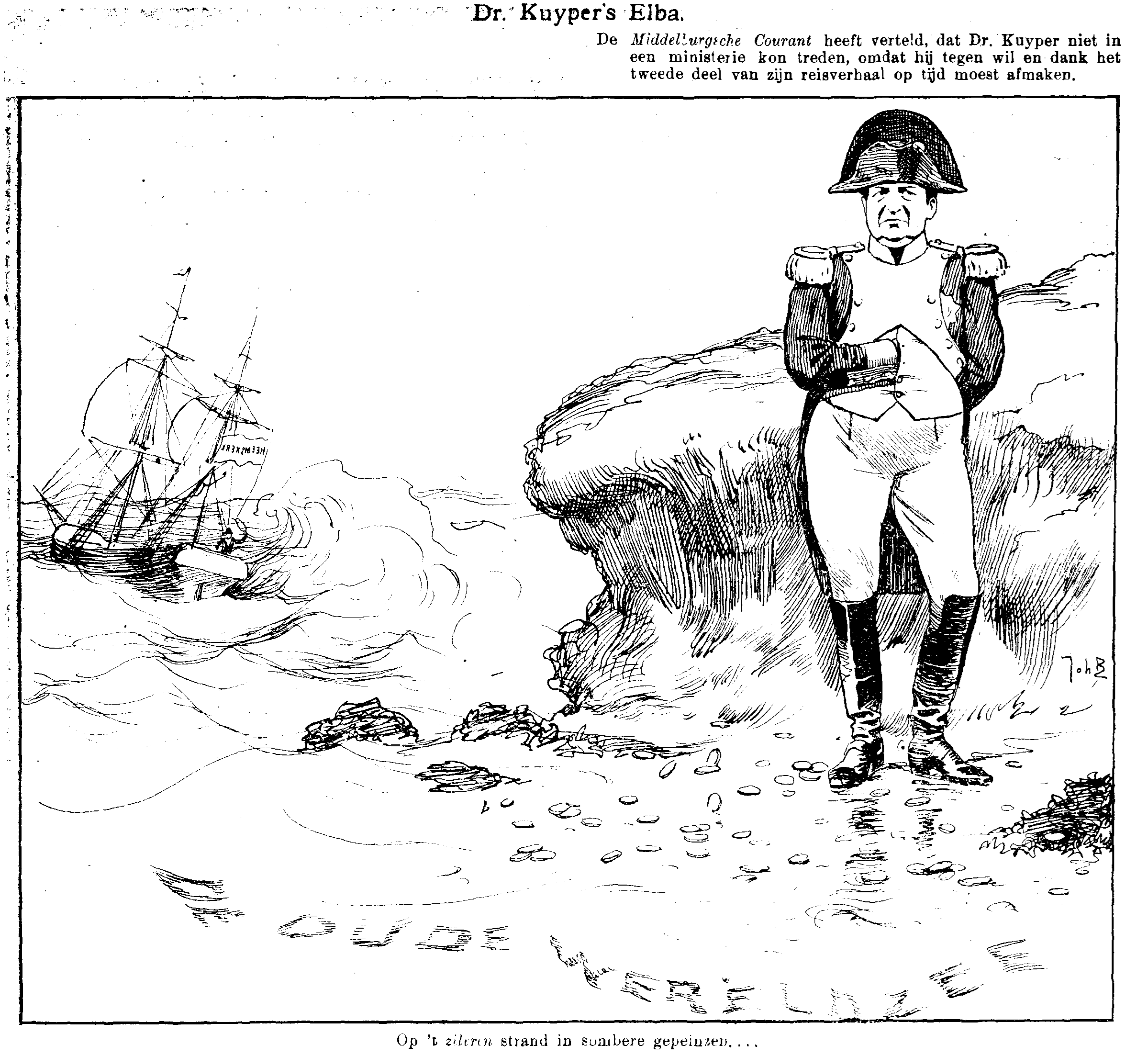
Spotprent van Johan Braakensiek uit De Amsterdammer van 26 januari 1908. Een als Napoleon Bonaparte verkleedde Kuyper wordt door een schip met de vlag "Heemskerk" achtergelaten op Elba.

Om Kuyper kleur te laten bekennen sprak het coalitieberaad af om Kuyper te schrijven dat Heemskerk Wilhelmina zou adviseren Kuyper te benoemen als formateur. Heemskerk gaf in de brief van 6 januari aan dat hij alleen formateur kon zijn met volkomen instemming van de Anti-Revolutionaire Partij. Het doorzichtige aanbod en de formuleringen zette kwaad bloed bij Kuyper, waarna een gesprek volgde met Heemskerk op 8 januari.
Kuyper was uiteindelijk bereid Heemskerk te steunen, op voorwaarde dat Wilhelmina Kuyper zou ontbieden zodat het voor de buitenwereld niet leek alsof hij gepasseerd werd. Omdat de verhoudingen tussen Wilhelmina en Kuyper slecht waren, stelden men voor om alle drie de confessionele partijleiders te ontbieden. Een andere eis was dat het resulterende kabinet ontslag zou aanbieden na de verkiezingen van 1909. Het kabinet kon daarna alsnog voortgezet worden als het meerderheid had, maar dan moest Kuyper aan de ministersploeg toegevoegd worden. Dit laatste was voor Heemskerk onacceptabel. Na een ontstemde reactie van Heemskerk zwakte Kuyper deze eis af.
Op aandringen van Heemskerk ontving Wilhelmina op 10 januari de partijleiders, waarbij Lohman en Kolkman slechts voor de vorm kwamen zodat Kuyper ontboden kon worden. Het geregisseerde gesprek verliep zoals Wilhelmina en Heemskerk wilden. Kuyper herhaalde zijn standpunt dat links eigenlijk eerst zou moeten formeren, maar dat anders Heemskerk aangewezen zou moeten worden als formateur van rechts kabinet. Over de situatie na 1909 sprak hij zich minder stellig uit. Kuyper bevestigde na afloop schriftelijk wat hij mondeling gezegd had, maar leek in een briefje aan Heemskerk daar op terug te komen. Daarop volgde een escalatie tussen Heemskerk en Kuyper over de eerdere punten. Na een aantal dagen en bemiddeling van het coalitieberaad schikte Kuyper uiteindelijk op 15 januari in. Van de laatste twee dagen aan overleggen vroeg Wilhelmina om een verslag ondertekend door het coalitieberaad.

## Formateur Heemskerk

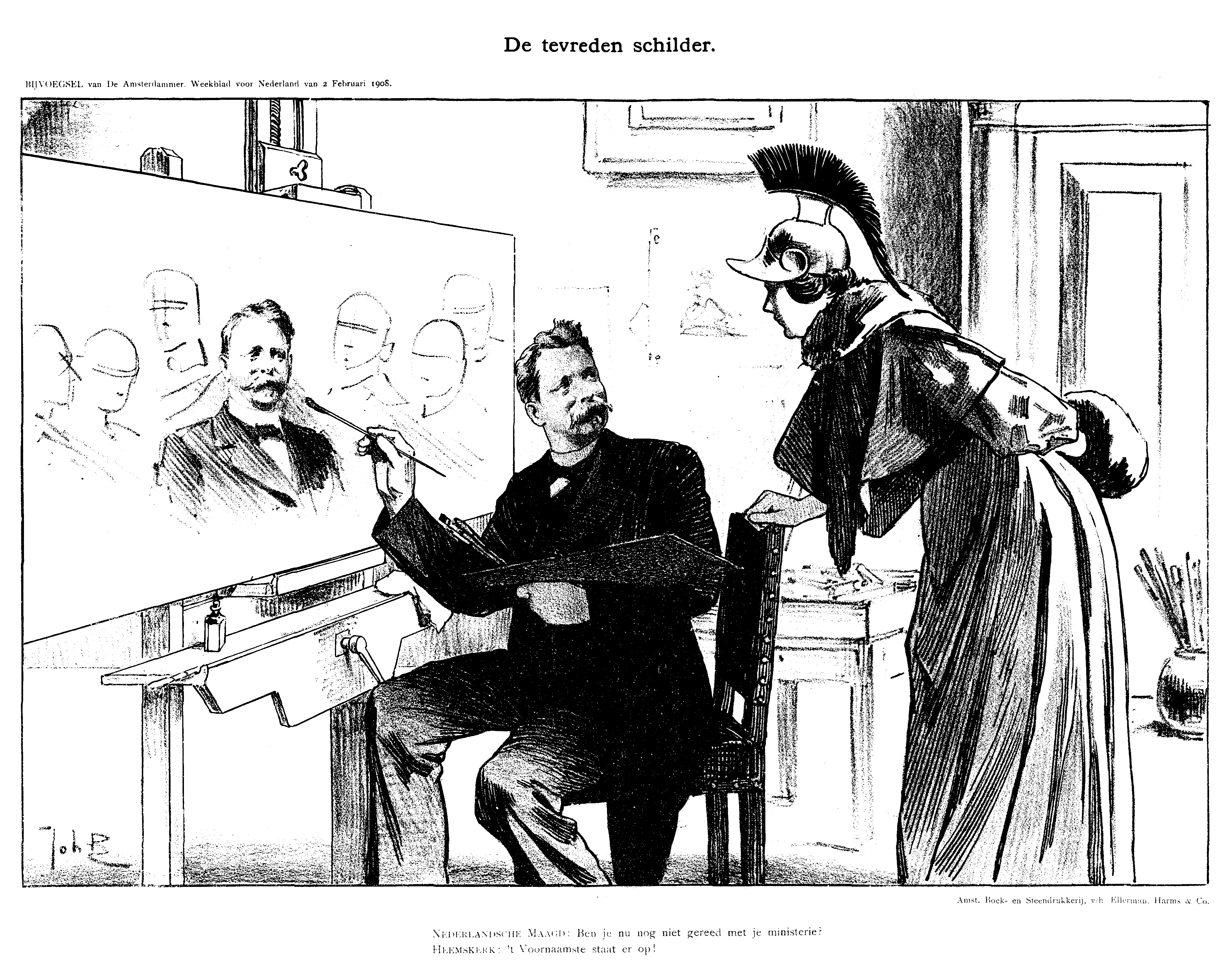
Spotprent van Johan Braakensiek uit De Amsterdammer van 2 februari 1908. Heemskerk schildert zijn kabinet op het canvas, maar alleen zijn hoofd is verder dan schetsen.

Op 16 januari accepteerde Heemskerk eindelijk de formatieopdracht. Voor het regeringsprogram bespraken zij het verbeteren van het leger en het intrekken van het kiesrechtvoorstel van kabinet-De Meester. Heemskerk presenteerde direct ook de beoogde ministers. Namens de antirevolutionairen had hij zichzelf (Binnenlandse Zaken), de vooruitstrevende Talma (Landbouw, Handel en Nijverheid) en vertrouweling van Kuyper Alexander Willem Frederik Idenburg (Koloniën) op het oog. De politieke kern werd aangevuld door de katholieken Loeff (Justitie), Kolkman (Financiën) en Jean Gustave Stanislas Bevers (Waterstaat). Deze werd aangevuld door de onafhankelijken René de Marees van Swinderen (Buitenlandse Zaken), Frederik Henri Alexander Sabron (Oorlog) en Abraham George Ellis (Marine).
Heemskerk had aanvankelijk moeite de katholieke ministers over te halen. Loeff bedankte om medische redenen, maar beval Anton Nelissen aan. Zowel Bevers, Nelissen als Kolkman hadden bezwaren, maar werden uiteindelijk door Heemskerk overgehaald. Heemskerk wist Talma over te halen ondanks enige bedenkingen. Gouverneur van Suriname Idenburg terughalen naar het ambt dat hij tot 1905 had, bleek lastiger. Bemiddeling van Wilhelmina trok Idenburg uiteindelijk over de streep, op voorwaarde dat hij pas in mei hoefde te beginnen om eerst op krachten te komen.
Op aanbevelen van Wilhelmina raadpleegde Heemskerk eerst voormalige minister van Oorlog Arthur Kool alvorens een beoogd minister van Oorlog te benaderen.  Kool benaderde namens Heemskerk Sabron, maar die weigerde. Heemskerk benaderde hem vervolgens zelf, maar Sabron weigerde opnieuw. Uiteindelijk wist de koningin hem echter over te halen. Ellis weigerde vanwege hartklachten als minister van Marine. Ellis beval A.H. Hoekwater, die aanvankelijk accepteerde maar die een zenuwinzinking en er vervolgens om gezondheidsredenen van af zag. Op aanraden van Hoekwater benaderde Heemskerk vervolgens de zittende minister van Marine Jan Wentholt, een partijloos liberaal, van wie inmiddels bekend was dat hij door wilde.
De laatst overgebleven vacature was die van minister van Buitenlandse Zaken. Lohman beval aanvankelijk de gezant in Washington D.C., De Marees van Swinderen, aan, maar veranderde van gedachte en met hem Heemskerk. Vervolgens beval Lohman de secretaris-generaal van het Permanent Hof van Arbitrage Leonard Henri Ruyssenaers, maar deze wees om gezondheidsredenen af. Lohman kwam met nog twee aanbevelingen — Frederik van Bylandt en Willem Marcus van Weede van Berencamp —, terwijl Heemskerk zijn oog liet vallen op oud-minister van Waterstaat Johannes Christiaan de Marez Oyens. Op het laatst kreeg toch De Marees van Swinderen, die toevallig in Nederland aankwam. Op 7 februari accepteerde hij het ministerschap en was het kabinet compleet.
Op 8 februari schreef Heemskerk naar Wilhelmina over de benoemingen en het regeringsprogram. Heemskerk werd beëdigd op 11 februari, gevolgd door de andere ministers een dag later. Alleen Idenburg werd pas op 20 mei beëdigd, waardoor Heemskerk tot die tijd het ministerie van Koloniën waarnam.

## Nasleep
Het kabinet-Heemskerk verkreeg na de Tweede Kamerverkiezingen van 1909 een meerderheid in de Tweede Kamer. Het kabinet bleef zitten tot de daaropvolgende verkiezingen in 1913. Het is daarmee het langstzittende Nederlandse kabinet.